# Yik Yak
Yik Yak è un'applicazione mobile per iOS sviluppata nel 2013 da due studenti della Furman University. Nel 2017 Square ha rilevato la società e cessato le sue attività.
Nel 2021 il marchio è stato rilevato da una società di Nashville e una nuova versione dell'applicazione è stata resa disponibile sull'App Store.